# Жил-был настройщик
«Жил-был настро́йщик…» — советский полнометражный художественный цветной фильм, снятый на ТО «Экран» в 1979 году режиссёром Владимиром Алениковым (режиссёрский дебют). Премьера фильма состоялась 25 апреля 1980 года по Первой программе ЦТ.

## Сюжет
Скромный и невзрачный чудак-настройщик, мечтающий быть дирижёром, ходит по квартирам разных людей, настраивая музыкальные инструменты. Его путь на работу всегда сопровождается приключениями — то к нему лезет с эспандером сосед, то обманывает эксцентричный фокусник. Среди его клиентов тоже попадаются разные люди: это и глуховатый старичок, у которого западают все ноты, и маленькая девочка-шахматистка, родственники которой постоянно решают, кем ей быть в будущем. И вдруг однажды настройщик, ходя по адресам, встречает женщину своей мечты — возвышенную и недоступную…

## В ролях
- Ролан Быков — Иван Иванович, настройщик
- Елена Санаева — Лена, возлюбленная настройщика
- Валерий Носик — Никодим Савельев, приезжий
- Михаил Кокшенов — Кузьма, спортсмен с эспандером
- Михаил Львов — Пётр Николаевич, директор службы проката
- Игорь Ясулович — фокусник
- Нина Тер-Осипян — бабушка Ники
- Инна Аленикова — Инга, подруга Лены
- Ерванд Арзуманян — папа Ники
- Алла Богуславская — танцующая старушка-близняшка
- Валерия Пещурова — танцующая старушка-близняшка (в розовом)
- Юрий Дубровин — смеющийся прохожий
- Вера Ивлева — Зиночка, диспетчер службы проката
- Герасим Лисициан — Хачик, дядя Ники, художник
- Георгий Мартиросян — Славик, спортсмен, ухажёр Лены (озвучил Николай Караченцов)
- Флора Нерсесова — мама Ники
- Виктор Павловский — точильщик ножей
- Илья Рутберг — дядя Ники
- Георгий Светлани — глуховатый старичок
- Юрий Сагьянц — дедушка Ники
- Александр Сажин — разыгрывающий книжную лотерею (озвучил Игорь Ясулович)
- Наталья Ченчик — подруга Лены
- Ника Бердичевская — Ника, маленькая девочка (озвучила Маргарита Корабельникова)
- Пётр Подгородецкий — руки настройщика (нет в титрах)
- Александр Лебедев — интеллигентный слесарь (нет в титрах)
- Ирина Мурзаева — соседка Лены (нет в титрах)

## Съёмочная группа
- Автор сценария — Владимир Алеников, Ролан Быков
- Режиссёр — Владимир Алеников
- Оператор — Николай Москвитин
- Композиторы — Сергей Анашкин, Геннадий Гладков
- Художник — Татьяна Морковкина